# Миломлын (гмина)
Миломлын (пол. Miłomłyn) — городско-сельская гмина (волость) в Польше, входит как административная единица в Острудский повет, Варминьско-Мазурское воеводство. Население — 4998 человек (на 2018 год).

## Демография
| Перепись                       | Всего   | Всего | Женщины | Женщины | Мужчины | Мужчины |
| ------------------------------ | ------- | ----- | ------- | ------- | ------- | ------- |
| Единицы                        | человек | %     | человек | %       | человек | %       |
| Население                      | 4976    | 100   | 2525    | 50,7    | 2451    | 49,3    |
| Плотность населения (чел./км²) | 30,9    | 30,9  | 15,7    | 15,7    | 15,2    | 15,2    |

## Соседние гмины
1. Гмина Илава
2. Гмина Лукта
3. Гмина Малдыты
4. Гмина Моронг
5. Гмина Оструда
6. Гмина Залево